# Stéphane Golmann
 (août 2019).
Si vous disposez d'ouvrages ou d'articles de référence ou si vous connaissez des sites web de qualité traitant du thème abordé ici, merci de compléter l'article en donnant les références utiles à sa vérifiabilité et en les liant à la section « Notes et références ».
Stéphane Golmann, né le 18 septembre 1921 à Montrouge (Hauts-de-Seine) et mort le 8 avril 1987 à Québec (Canada), est un auteur-compositeur-interprète francophone. Il a également été traducteur et journaliste.

## Biographie
Issu d'un père russe ashkénaze, ingénieur des mines et d'une mère liégeoise, Stéphane Golmann  passe son enfance en Tunisie. En 1934, la mort de ses parents le fait rentrer en France. Après des études à la Sorbonne puis à l'école d'ingénieur mécanicien de Rochefort, l'Occupation l'oblige à quitter la France. Il passe alors en Angleterre, où il s'engage dans la Royal Navy. Il participera d'ailleurs au débarquement en Afrique du Nord en 1943.
Démobilisé en 1945, Stéphane Golmann s'intègre à la vie parisienne, en particulier dans le quartier de Saint-Germain-des-Prés. Guitariste, il entre le 13 mars 1946 au théâtre de la Gaîté-Montparnasse, tenu par Agnès Capri, en tant qu'accompagnateur. Il suit celle-ci, lorsqu'elle rouvre son propre cabaret, Chez Agnès Capri, cette fois-ci en tant que chanteur, où il interprète ses propres œuvres.
Pionnier des auteurs-compositeurs du Quartier latin, il se fait rapidement une place parmi ses personnages marquants, interprétant un répertoire folk avant la lettre et toujours accompagné de sa guitare Aglaé.
En 1946, il chante au Quod Libet de Francis Claude au côté d'autres débutants comme Léo Ferré, Catherine Sauvage ou Jacques Brel.
En juin 1950, il joue pour un mois aux Trois Mailletz, puis à la Rose Rouge, Chez Gilles, fait partie des débuts du cabaret de l'Écluse. Il compose aussi des musiques pour les courts-métrages de Paul Paviot.
En 1951, Yves Montand reprend la chanson Actualités écrite par Albert Vidalie et qu'avait créée Stéphane Golmann. Elle sera reprise l'année suivante par Les Frères Jacques, qui la populariseront.
Une autre de ses chansons, La Marie-Joseph, met en scène avec humour, les cafouillages de plaisanciers sous l'œil goguenard de marins bretons qui se gaussent des amateurs qui oublient même de remonter leur ancre au moment d'appareiller. Écrite dans le contexte de la popularisation de la voile et de l'expansion du centre nautique des Glénans, à la fin des années 1950, elle est reprise par les Frères Jacques et deviendra une sorte d'hymne dans les écoles de voile durant les années 1960 et 1970.
Entre 1954 et 1957, les éditions Costallat publient sous label Erato, trois 45 tours comprenant chacun 6 titres et quatre 25 cm de Stéphane Golmann.
En 1954, Juliette Greco reprend la chanson C'est à s'aimer.
En 1955, il passe en vedette américaine de Roger Pierre et Jean-Marc Thibault à Bobino.
En février 1957, il donne trois récitals successifs au Palais des beaux-arts de Bruxelles, où il exécute une grande partie de son répertoire enregistré, mais aussi des chansons inédites jusque-là (Le Malentendu, Les Visons) et une qui ne sera jamais enregistrée (La Belle Lurette).
À partir de là, sa présence à Paris devient sporadique, il s'installe à Londres, où il devient expert pour des missions d'assistance technique en Afrique, et réapparaît furtivement en avril 1957 pour l'enregistrement de son troisième disque pour Erato avant de disparaitre définitivement de la scène.
On sait qu'en 1959, il tient des fonctions au ministère britannique des Affaires étrangères, qu'en 1963 il est au secrétariat des Nations Unies et qu'il enseigne le français à New York. Il est alors présenté alors comme un expert de coopération technique internationale. Sans nouvelles de lui à Paris, on le croit mort, une rumeur le fait devenir clochard, on ne parle plus de lui qu'au passé.
En 1964, la firme Barclay reprend ses enregistrements Erato pour les publier sur un disque sous le label Bel Air.
En 1967, Stéphane Golmann se marie avec Marcelle Gagnon à Québec où il s'est installé. Il se produit une dernière fois sur scène à Québec en 1968. Il est le grand-père de la metteuse en scène Naomi Golmann.
En octobre 1986, à la tête d'une agence de presse franco-québécoise, il revient à Paris pour demander la réédition de l'intégrale de ses chansons. Mais cette intention ne se concrétisera pas avant sa mort. Le vendredi 8 avril 1987, il meurt d'une crise cardiaque à Québec. Son épouse gérera cette réédition en CD, qui sortira en 1989.

## Discographie

### Simples
- 1952 (Erato, EV 102)
  1. La Marie-Joseph
  2. Les impondérables
- 1952 (Erato, EV P 104)
  1. Mon Paris
  2. C’est à s’aimer que le temps passe
  3. La cigale et la coccinelle
  4. La Marie-Joseph
- 1952 (Erato, EV P 105)
  1. Ma guitare et moi
  2. La conscience
  3. Les impondérables
  4. Les comédiens
  5. Le caissier
  6. Le cheval dans la baignoire
- 1954 (Erato, EV P 106)
  1. Je crois en toi
  2. Chant des patrouilles
  3. À la claire fontaine
  4. Dodili
  5. Anapana dode
  6. Les Juifs